# Kaufhalle AG
Die Kaufhalle AG war ein Niedrigpreiswarenhauskonzern im Kaufhof-Konzern. Sitz der Gesellschaft war seit Anbeginn Köln. Im September 2000 wurde das operative Geschäft der als Kaufhalle, Kaufcenter und M. Multistore geführten Warenhäuser an den italienischen Textilhändler Oviesse verkauft, der Name Kaufhalle/Multistore blieb an etlichen Filialen bis 2005 erhalten. Die verbleibende Unternehmenshülle war danach als eine reine Immobiliengesellschaft tätig.

## Geschichte

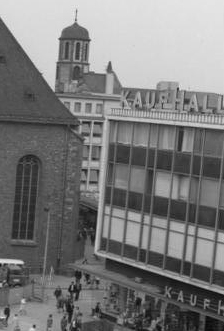
Kaufhalle Frankfurt Hauptwache (1966), heute abgerissen

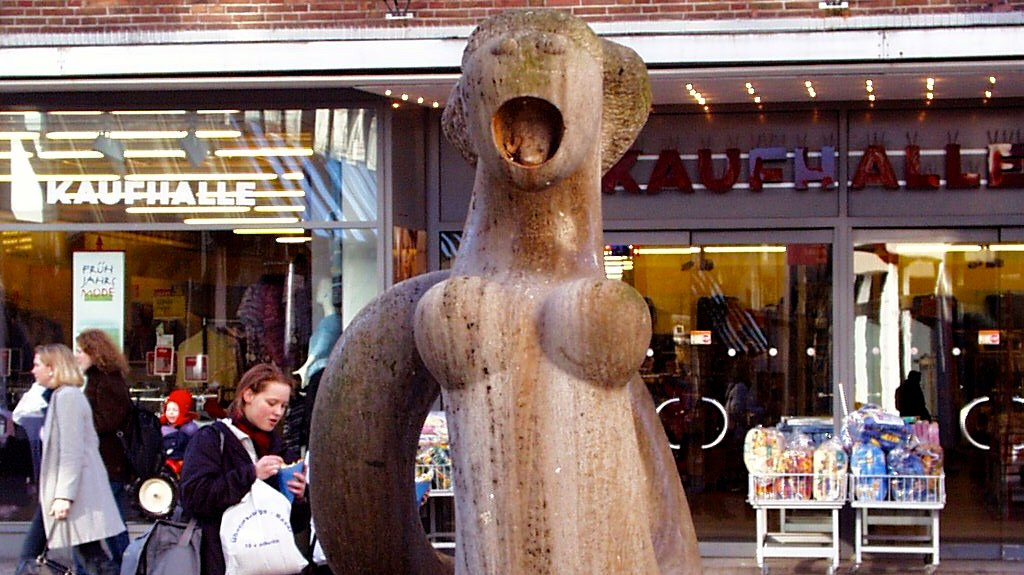
Kaufhalle 2009 auf dem Holm in Flensburg; hinter dem Holmnixen-Brunnen

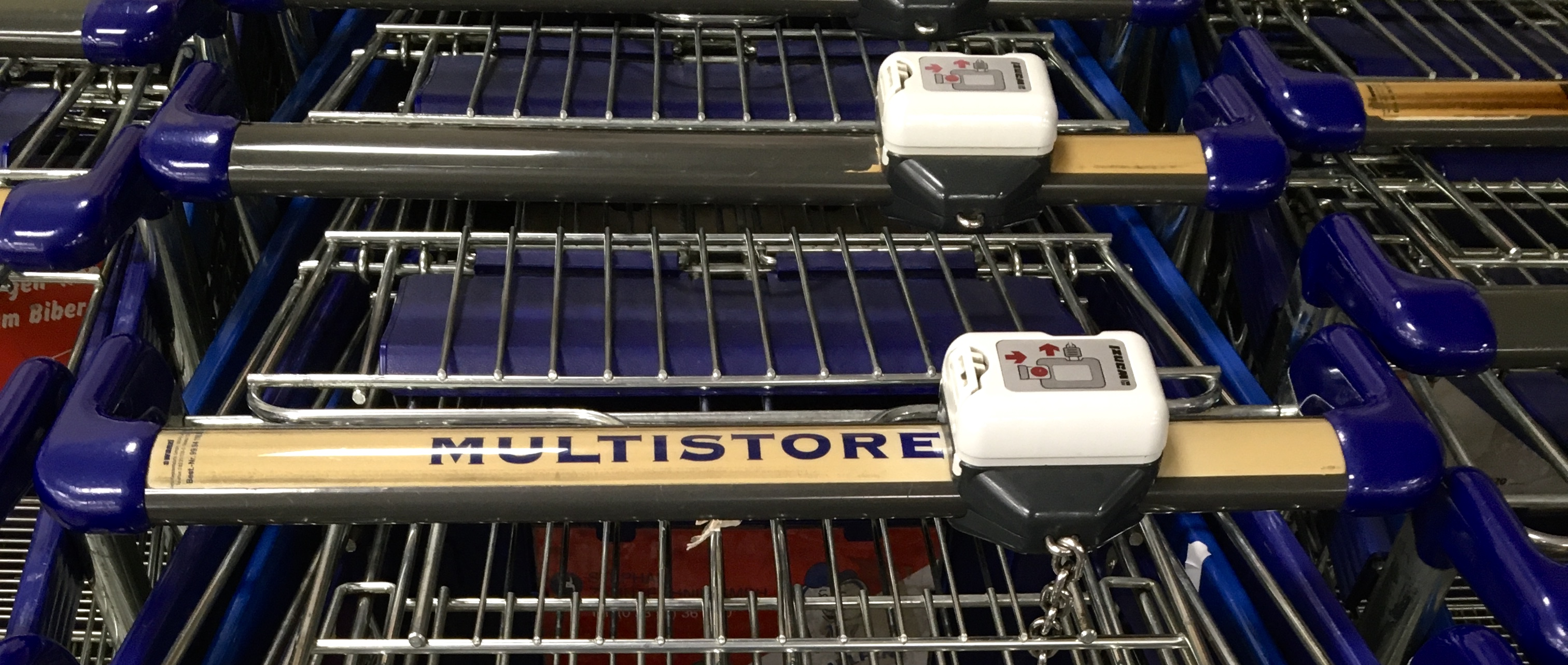
Einkaufswagen von MULTISTORE aus der Anfangszeit in einer ehemaligen Filiale in Solingen

### Anfangsjahre
Die Gesellschaft wurde 1925 als Ehape Einheitpreis-Handelsgesellschaft mbH von der Leonhard Tietz AG (aus der später die Kaufhof AG wurde) gegründet. 1927 erfolgte die Umfirmierung in eine AG. 1937 kam es zur Umbenennung in Rheinische Kaufhalle AG.
Oft waren die Kaufhalle-Filialen in direkter Umgebung zum Mutterunternehmen angesiedelt. Einige waren ehemalige Kaufhof-Filialen, die für den Kaufhof nicht mehr groß genug waren. Äußerlich konnte man die Verbindung zwischen Kaufhof und Kaufhalle am Schriftzug erkennen, da es sich um den gleichen Schrifttyp handelte. Die Farbe des Logos der Kaufhalle war Rot, die des Kaufhofs Grün.

### Hauptkonkurrenten
- Woolworth: Woolworth war schon seit den 1920er Jahren im deutschen Markt tätig. Nach 1990 war Woolworth der einzige große Konkurrent im deutschen Markt.
- Bilka: Bilka war die Niedrigpreissparte von Hertie.
- Kepa: Kepa war die Niedrigpreissparte von Karstadt bis 1980.
- DeFaKa: DeFaKa (Deutsches Familien-Kaufhaus) war die Niedrigpreissparte der Horten AG.

### 1990er Jahre
Nach der Übernahme der Bilka-Häuser betrieb das Unternehmen mehr als 110 Filialen und war damit in fast allen Regionen Deutschlands vertreten. Viele Jahre wurde nicht ausreichend investiert, sodass der Ruf sank und das Defizit wuchs. Das Jahresergebnis betrug 1994 bei der Kaufhalle minus 4,2 Millionen Mark, allein in den neuen Bundesländern wurde ein Minus von 15 Mio. DM erwirtschaftet. Da der Aktionär, die Metro AG, die mittlerweile den Kaufhof-Konzern übernommen hatte, die unrentable Kette abstoßen wollte, wurden einige Filialen zu lukrativeren Verwendungszwecken konzernintern umgewidmet und als „MediaMarkt“, zur Ergänzung des Kaufhofs, oder als „Sportarena“ verwendet.
Schließlich blieben 99 Filialen, zwei Logistikzentren und die Hauptverwaltung in Köln übrig, die von der Metro in die Verwertungsgesellschaft „Divaco“ überführt wurden. In dieser Gesellschaft sammelte der Metro-Konzern alle nicht mehr zum Kerngebiet gehörenden Unternehmen. Die übrig gebliebenen Filialen befanden sich an sehr unterschiedlich attraktiven Standorten, für die der neue Besitzer lange Zeit nach Interessenten suchte. Währenddessen modernisierte man das Filialnetz und führte gleichzeitig drei Vertriebsmarken.

### Die drei Vertriebsmarken seit den 1990er Jahren
- Als Kaufhalle verblieben zumeist ältere Filialen und Filialen an B- oder sogar C-Lagen.
- Kaufcenter: In den 1980er Jahren tauchte diese Zweitmarke auf, Kaufcenter waren zunächst etwas größere Kaufhallen. Sie wirkten etwas besser, weil sie neuer waren. Das Logo ließ aber auf den ersten Blick erkennen, wo der Ursprung lag. Nach der Wende hießen zusätzlich auch etliche Filialen in den neuen Bundesländern „Kaufcenter“, denn dort war der Begriff „Kaufhalle“ historisch bedingt anders belegt, nämlich in der Bedeutung von Supermarkt.
- (M.) multistore. In den 1990er Jahren wurde das „multistore“-Konzept eingeführt. Die neue Grundfarbe war nun Blau. Das Logo wurde binnen weniger Jahre zweimal verändert. Die ersten Filialen trugen einfach nur einen Schriftzug in Großbuchstaben, bei der ersten Veränderung wurde der Schriftzug in Kleinbuchstaben geschrieben und um den Vorsatz „M.“ in einem Quadrat ergänzt, wobei es keine Bedeutung für das zusätzliche M gab. In Version 2.2 wurde der Punkt hinter dem M in den Rahmen des Quadrats gerückt. Mit den Multistore-Filialen wurde versucht, das antiquierte, teils auch negative Image des Namens „Kaufhalle“ abzulegen und mit neuem Namen und renovierten Kaufhallen-Flächen neue Kundenkreise zu erschließen. Die ersten vier Multistore Filialen wurden 1997 in Paderborn, Passau, Kaufbeuren und Solingen eröffnet.

### Verkauf, Rückgabe und Schließung

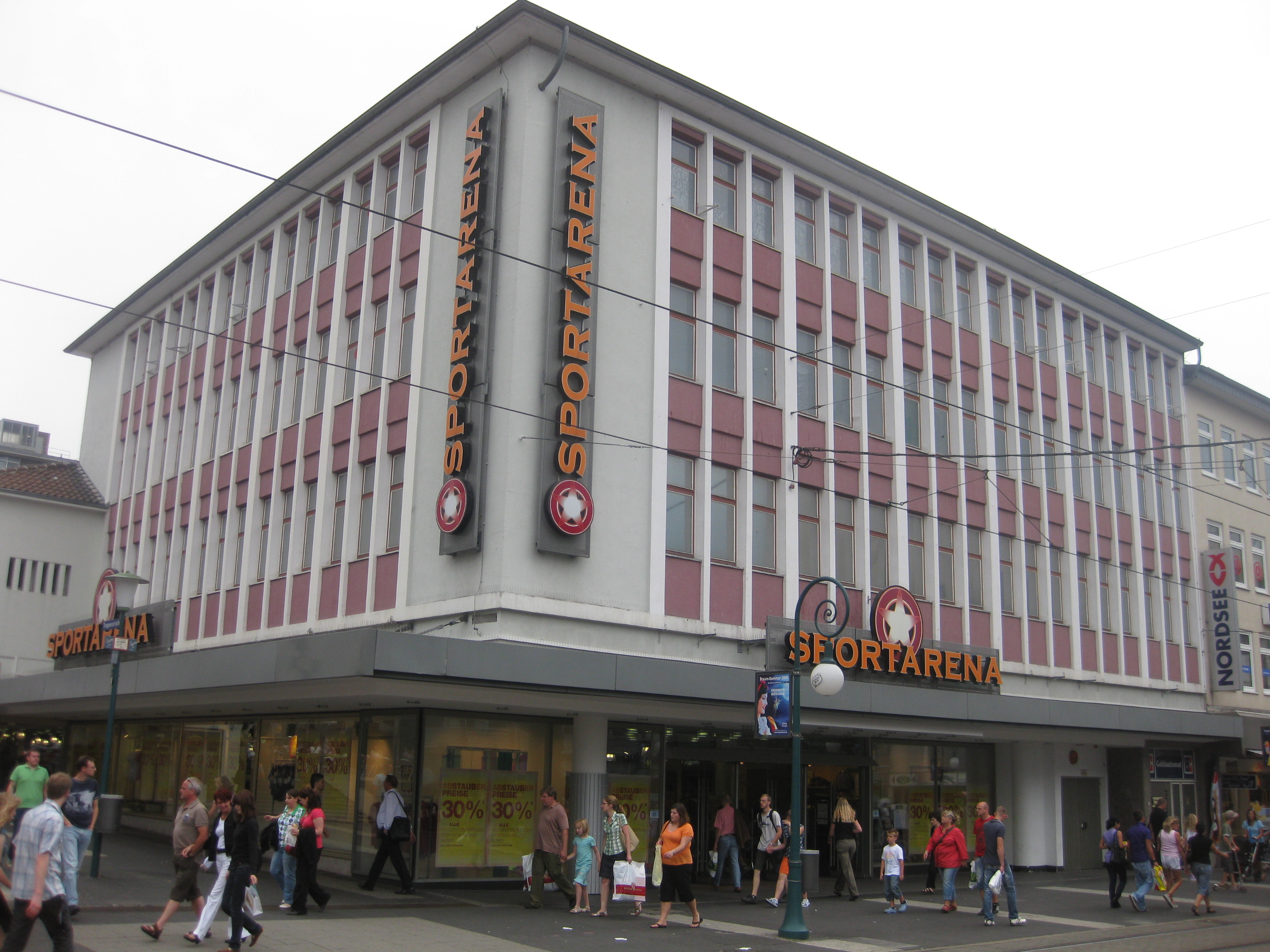
Die ehemalige Filiale in Kassel wurde 1999 zur „Sportarena“ umgebaut

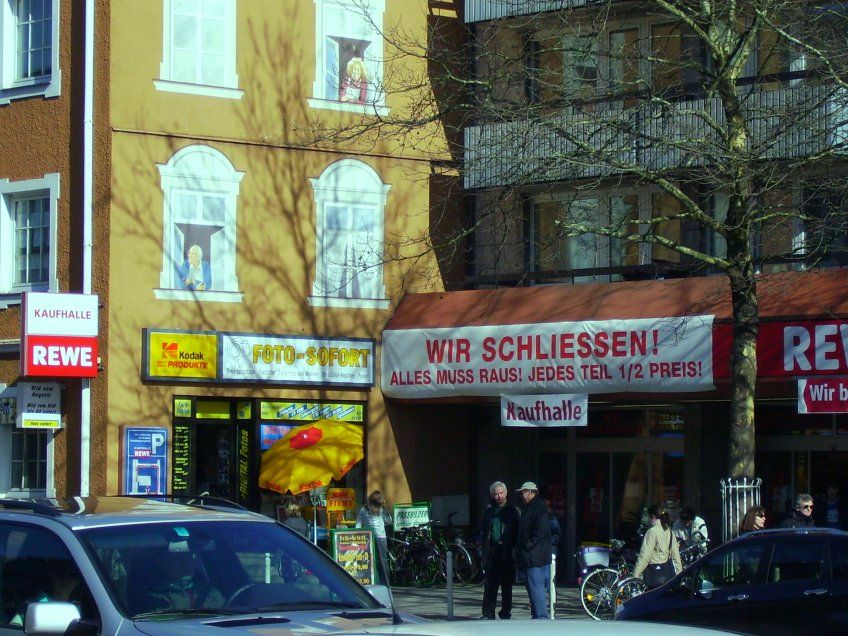
Kaufhalle München, Fürstenrieder Straße kurz vor der Schließung (Februar 2007)

Im Jahr 2000 fand die Divaco ein Unternehmen, das die Kaufhalle als Ganzes übernehmen wollte. Der größte italienische Textilhändler „Gruppo Coin“ hatte damals Pläne, außerhalb seines Heimatlandes Märkte zu erschließen. Dafür wurde die Vertriebsmarke Oviesse ausgesucht. Im September 2000 ging das operative Geschäft mitsamt 5 000 Mitarbeitern, zwei Logistikzentren, einer Hauptverwaltung und den 99 Filialen von der Kaufhalle auf die deutsche Oviesse über. Einen Preis musste Gruppo Coin nicht bezahlen, vielmehr bekam sie von der Divaco noch 64 Millionen Euro dazu. Dieses Geld hätte die Divaco ansonsten auch weiterhin in die defizitäre Kette stecken müssen. Als erste wurde die Ulmer Filiale zu Oviesse umgebaut.
2002 zeigte sich Oviesse trotz Verlusten der deutschen Tochter noch zuversichtlich und bezeichnete Deutschland als Kernmarkt für die Gruppe Coin. Das Handelsblatt sprach vom „Comeback der totgesagten Kaufhalle“. Der Verlust betrug 45 Millionen Euro bei einem Umsatz von 189 Millionen Euro. Laut Deutschland-Chef Dieter von Aspern war geplant, 50 Geschäfte zu behalten und den Rest zu schließen. Im Herbst 2003 wurden jedoch 71 Kaufhäuser geschlossen, die zu diesem Zeitpunkt 1600 Mitarbeiter beschäftigten. Nur 17 blieben weiterhin in Betrieb. Woolworth übernahm 2004 fünf Filialen (Köln, Nürnberg, Passau, Remscheid und Solingen). Man schätzte, dass Oviesse 50. Mio. Euro für die Rück- oder Aufgabe der Filialen an die Kaufhalle zahlte.
An einigen Standorten zeigten sich auch Jahre nach der Aufgabe des operativen Geschäftes durch Oviesse noch Filialen mit den alten Namen. So gab es unter anderem noch eine Kaufhalle in München und einen M. multistore in der Stuttgarter Innenstadt. Einige Filialen wurden als M. multistore reaktiviert. 2007 waren schließlich alle Filialen geschlossen worden.

## Die Kaufhalle AG als Immobiliengesellschaft nach dem September 2000

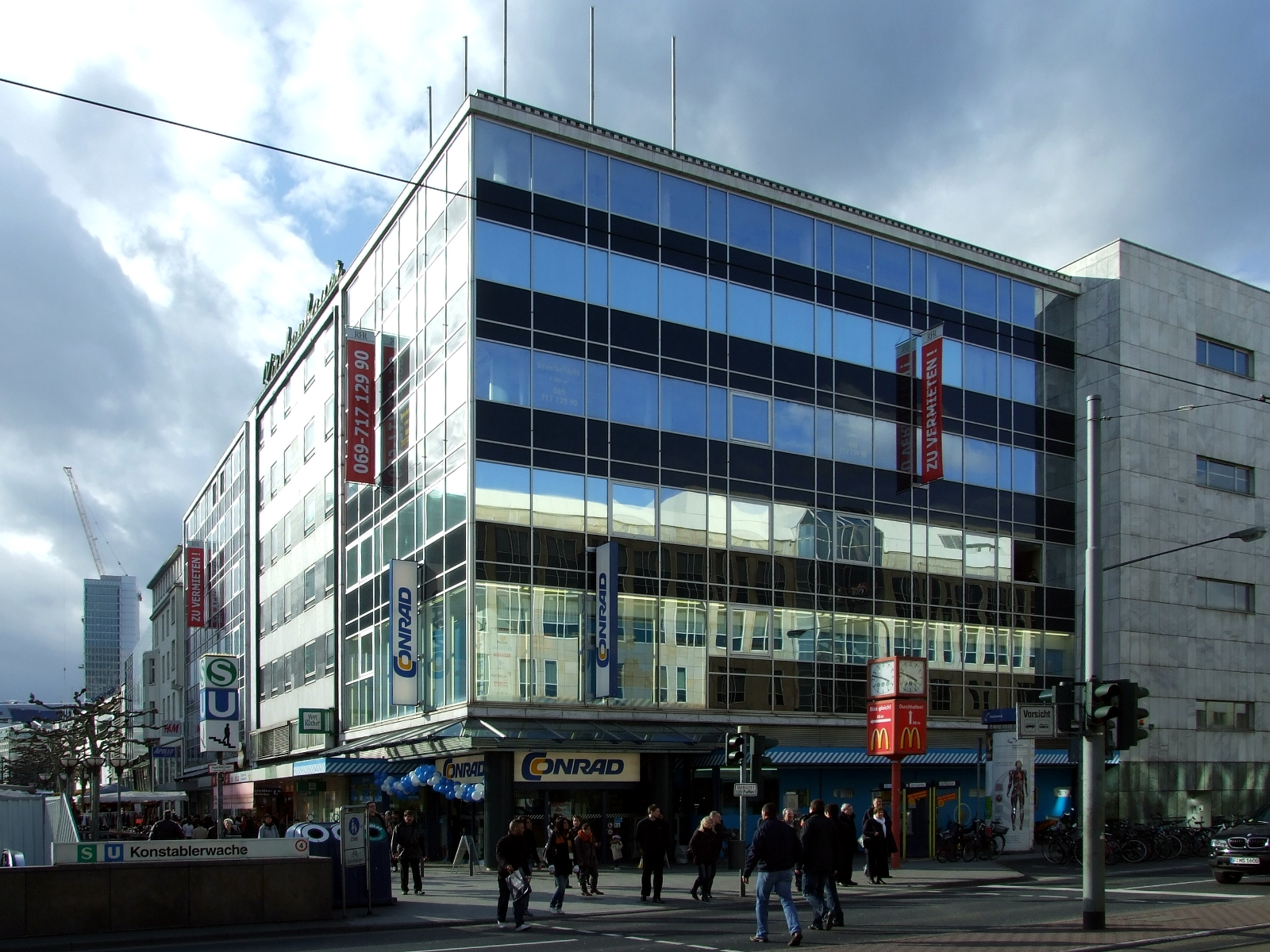
Ehemalige Kaufhalle an der Konstablerwache in Frankfurt, heute zur Hälfte H&M (links) und Conrad (rechts)

Nach Abgabe des operativen Geschäftes wurde die Kaufhalle AG zur reinen Immobiliengesellschaft. Sie vermietete die Filialen an Oviesse, wobei viele Filialen noch „Kaufhalle“ hießen. Mit dem Entschluss der Oviesse, den deutschen Markt aufzugeben, bekam Kaufhalle eine Ablösesumme von 50 Millionen Euro für den entstehenden Mietverlust. Nach dem Auszug von Oviesse aus allen Filialen versuchte Kaufhalle ihre Immobilien neu zu vermieten, größere Mieter mit etlichen gemieteten Filialen in den letzten Jahren waren „Billig-Kaufhaus“ und die Karstadt Quelle mit Restpostenmärkten für nicht verkaufte Versandhauswaren. 38 Kaufhalle-Immobilien wurden 2007 an Dawnay Day verkauft, diese britische Gesellschaft betrieb in Deutschland auch die Hertie-Kaufhäuser.
Seit 2003 gehörte die Kaufhalle AG mittelbar der WestLB (49,5 %), der Metro (49 %) und der Provinzial Rheinland (1,5 %).
Die Erfüllung von Pensions- und Versorgungsverpflichtungen gegenüber ehemaligen Kaufhalle-Mitarbeitern wurde 2010 auf die Providus GmbH in Langenburg übertragen, die vom ehemaligen Metro-Vorstand Siegfried Kaske abgewickelt wurde.

## Auswahl ehemaliger Filialen
- Aachen, Adalbertstraße 39 (heute H+M)
- Aalen, Wilhelm-Merz-Straße 41 (heute Modepark Röther)
- Alsdorf, Broicher Straße 110
- Ansbach, Ritter-von-Lang-Allee 7 (heute Kaufland)
- Aschaffenburg, Herstallstraße 38 (heute TK Maxx und DM-Drogerie)
- Augsburg, Annastraße 21
- Aurich, Am Pferdemarkt 5 (heute Combi XL, dm Drogerie)
- Backnang, Grabenstraße 18
- Bad Hersfeld, Breitenstraße 21
- Bad Salzuflen, Schloßstraße 36a (heute HIT-Markt und KiK)
- Bad Segeberg, Bahnhofstraße 7–9
- Bayreuth, Kanalstraße
- Bergheim
- Bergisch Gladbach, Refrather Weg 1
- Bergneustadt, Kölner Straße 222
- Bielefeld, Bahnhofstraße 39 (heute DM, Mango und Olymp & Hades)
- Bonn, Remigiusstraße (heute Sportarena)
- Bochum, Kortumstraße (heute Mayersche Buchhandlung)
- Bremen, Hutfilterstraße 24–30
- Bremen-Vegesack, Gerhard-Rohlfs-Straße 67 (heute Woolworth nach langem Leerstand)[10]
- Berlin-Hohenschönhausen
- Brühl, Markt 11 (heute D&M und Netto-Markendiscount)
- Cloppenburg, Lange Straße 26–30 (heute C&A)
- Darmstadt, Ludwigstraße 12–14 (Oviesse, heute TK-Maxx)
- Deggendorf, Luitpoldplatz 17
- Dortmund, Westenhellweg 42
- Düsseldorf, Nordstraße 116 (um 2005 geschlossen und Gebäude wegen Neubaus abgerissen)
- Duisburg-Hamborn, Hamborner Altmarkt 20
- Duisburg, Fischerstraße 106
- Duisburg-Rheinhausen-Hochemmerich, Friedrich-Alfred-Straße 82
- Duisburg, Oststraße 132–136
- Dresden, Schloßstraße 3 (als Kaufcenter)
- Emden, Neutorstraße 35 (heute Neutor-Arkaden mit Combi City, Müller Drogerie und Hotel)
- Esslingen, Bahnhofstraße 18–20
- Fellbach, Bühlstraße 138
- Flensburg, Holm 48–52 (vorher Kepa-Kaufhaus, um 2000 Schließung, heute Cubus-Bekleidung und Douglas-Parfümerie)
- Fürstenfeldbruck, Oskar-von-Miller-Straße 2
- Frankenthal (Pfalz), Wormser Straße 8 (heute Drogerie Müller)
- Frankfurt (Main) Hauptwache (obere Geschosse 1990 zu Kaufhof-Sportpalast/Sportarena, Kellergeschoss weiterhin Kaufhalle und später M. multistore, 2005 Schließung)
- Frankfurt Konstablerwache (Mauritius, dann Oviesse; heute Vermietung an H&M und Conrad Electronic)
- Frankfurt-Bahnhofsviertel, Elbestraße 27/Kaiserstraße (Oviesse, heute leerstehend)
- Frankfurt-Bockenheim, Leipziger Straße 43
- Frankfurt/Oder, Dresdner Platz 1
- Frechen, Hauptstraße 61–67 (Woolworth, C&A, heute Stadtsparkasse Köln)
- Fürth, Schwabacher Straße
- Geilenkirchen, Haihover Str.
- Gelsenkirchen, Bahnhofstraße (heute TK-Maxx)
- Gießen
- Gummersbach, Dieringhauser Straße 85
- Hagen, Elberfelder Straße 7 (heute Sinn Outlet)
- Halle-Neustadt, Neustädter Passage 12
- Hamburg-Billstedt, Billstedter Platz 39
- Hamburg-Barmbek-Nord, Fuhlsbüttler Straße 182
- Hannover, Lister Meile 77 (heute DM)
- Hamm, Westring 2–4 (abgerissen, heute nach Neubau Sitz des kommunalen Job-Centers, sowie einer Filiale der Elektronikhandelskette Berlet)
- Heide (Holstein), Hamburger Straße 145
- Heidelberg, Hauptstraße 9 (heute Sportarena; vormals Sofienstraße 3)
- Herne CityCenter, Bahnhofstraße 5 (ab 2000 MakroMarkt, 2004–2008 Leerstand, seit 2009 New Yorker & Baby Walz)
- Hildesheim, Bahnhofsplatz 7
- Kaiserslautern, Fruchthallstraße 29 (heute REWE-Markt und KIK)
- Kamp-Lintfort, Moerser Straße 221 (1989 von Kaufhof übernommen, nach dem Ende von Kaufhalle 1998 zu einem Einkaufszentrum umgebaut)
- Karlsruhe, Kaiserstraße 211–213 (heute Humanic Schuhe)
- Kassel (1999 zu Sportarena)
- Kaufbeuren, Schmiedgasse 26–30 (1997 zu MULTISTORE, Schließung 1999, heute H&M)
- Kerpen
- Koblenz, Löhrstraße
- Köln, Hansaring 97
- Köln, Hohenzollernring 2–6
- Köln, Hohe Straße 125–131 (heute Media Markt)
- Köln, Schildergasse 94–96a (heute Zara)
- Köln, Sülzburgstraße 44–46 (heute Aldi Süd)
- Köln-Ehrenfeld, Venloer Straße 310 (heute dm-Drogerie Markt)
- Köln-Mülheim, Wiener Platz 1 (heute versch. Geschäfte Strauss Innovation, Lidl usw.)
- Krefeld, Hochstr. 57 (mit dem benachbarten Kaufhof zu Galeria Kaufhof zusammengelegt)
- Lahr, Mietersheimer Hauptstraße 75
- Leverkusen, Nobelstraße 3
- Lingen, Lookenstraße (nach Teilabriss und Umbau heute Lookentor, Woolworth und Café N8)
- Lindlar, Dr.-Meinerzhagen-Straße 10
- Ludwigshafen, Ludwigstr. 11 (wird abgerissen für ein neues EKZ)
- Lübbecke, Zeiss-Straße (heute Jawoll Markt)
- Lüdenscheid, Sternplatz 1 (nach Umbau heute Sinnleffers)
- Mönchengladbach, Hindenburgstraße 169
- Moers, Steinstraße 30 (heute C&A)
- Mainz, Große Bleiche 16
- Mannheim, Planken Strohmarkt (heute Appelrath Cüpper)
- München-Laim, Fürstenrieder Straße 57–59 (2007 Schließung)
- München-Pasing, Landsberger Straße 513 (heute Takko)
- München, Neuhauser Straße 39 (heute Saturn)
- Neumünster, Baeyerstraße 1
- Neuss, Niederstraße 28 (heute C&A und XENOS)
- Nürnberg, Bucher Straße 41 nähe Friedrich-Ebert-Platz (heute DM und Netto)
- Nürnberg, Karolinenstraße (heute Humanic)
- Nürnberg, Wölckernstraße 9 (heute Woolworth)
- Nordhorn, Friedrich-Ebert-Straße 2 (nach Abriss heute Fachmarktzentrum mit Rewe, Kik, Lohner Landbäcker und DM-Drogerie)
- Oberhausen, Bahnhofstraße 44 (erst Centershop, heute Rossmann)
- Oberhausen, Marktstraße
- Oldenburg (Oldb.), Lange Straße 67–69 (vor Kaufhalle, KEPA, später multistore und Oviesse, jetzt ZARA)
- Osnabrück, Große Straße 53 (heute RENO)
- Paderborn, Westernstraße 2 (heute Buchhandlung Thalia)
- Passau, Bahnhofstraße 19 (heute Woolworth)
- Pforzheim, Leopoldplatz (1956 eröffnet, Ende der 1990er zu multistore, Ende 2001 Schließung)
- Pirmasens, Schloßstraße 21 (ab Ende 2020 Abbruch des Gebäudes nach Leerstand seit 2006)[11]
- Recklinghausen, Bochumer Straße 138
- Remscheid, Alleestraße 51 (danach Oviesse; bis 2020 Woolworth)
- Rosenheim, Kufsteiner Straße (später Oviesse & Extra, heute Modepark Röther)
- Rostock-Lütten Klein, Warnowallee
- Saarbrücken, Bahnhofstraße 65–67 (später, bis Oktober 2010 Saturn)
- St. Ingbert, Kaiserstraße 71 (danach ProMarkt, heute H&M)
- Schweinfurt, Oskar-von-Miller-Straße 6
- Schwerte, Hüsingstraße 30
- Siegburg, Bahnhofstraße 9 (heute Sportpalast, Gebäude wurde abgerissen und neu gebaut, heute mit versch. Geschäften wie Depot, Tom Tailor)
- Siegen, Bahnhofstraße (danach Lindex, heute Mayersche Buchhandlung auf 2 Etagen)
- Siegen-Weidenau, Siegerland Centrum (heute kleine Mall mit Rewe, Tchibo, Frisör und Kodi, im Obergeschoss ToysRUs und Media Markt)
- Solingen, Hauptstraße 74–76 (zuerst KAUFHALLE, ab 1997 eine der ersten MULTISTORE-Filialen; seitdem Woolworth im Erdgeschoss und EDEKA im Untergeschoss, seit Sommer 2021 kompletter Leerstand)
- Straubing, Ludwigsplatz 18
- Stuttgart, Königstraße 23, wird abgerissen und weicht einem Neubau der Signa
- Troisdorf, Kölner Straße 2 (nur wenige Jahre nach der Schließung von Massa; heute „Forum Troisdorf“ mit diversen Einzelgeschäften)
- Uelzen, Lüneburger Straße 27
- Ulm (2000 zu Oviesse)
- Verden, Blumenwisch 2
- Viernheim, RNZ (heute Woolworth)
- Waldbröl, Brölbahnstraße 1–5 (heute Kaufhaus für Alle)
- Waldkraiburg, Berliner Straße 11 (1999 geschlossen, 2011 abgerissen)
- Wiesbaden (1999 zu Sportarena)
- Wittenberg, Collegienstraße 90/91 (Multistore und dm im Untergeschoss), Schließung 2004[12], später Radikalkauf, heute Woolworth
- Wolfsburg (nördliche Porschestraße, Anfang der 2000er Jahre abgerissen, dort heute Deutsche Post)
- Wuppertal-Barmen, Werth 55 (heute Woolworth und dm)
- Wuppertal-Elberfeld, Wall 22–24 (zuerst KAUFHALLE, später M. multistore, heute Drogerie Müller)
- Zweibrücken, Hauptstraße 10–12 (heute City Outlet 2Brücken)
- Zittau, Bautzener Straße 7–9